# Highland-on-the-Lake
Highland-on-the-Lake est une census-designated place du comté d'Érié, dans l'État de New York, aux États-Unis. En 2020, elle compte une population de 3 765 habitants.